# 欧州緑の党ユース運動連帯
欧州緑の党ユース運動連帯（おうしゅうみどりのとうユースうんどうれんたい、Federation of Young European Greens / The Young European Greens, 略称：FYEG）は、環境主義を掲げる政治団体である。特に、欧州評議会の参加国内の緑の党ユース・チームを集めながら、共同キャンペインなどを行おうと目指している組織である。